# Virtua Striker 4
Virtua Striker 4 è un videogioco arcade di calcio pubblicato da SEGA nel 2005 su piattaforma Triforce. È l'ultimo titolo della serie di Virtua Striker e riprende quasi tutte le meccaniche da Virtua Striker 3, ma con diverse aggiunte non indifferenti.

## Modalità di gioco
Dal punto di vista dei comandi, è stato aggiunto un quarto pulsante, quello dello scatto, novità assoluta per la saga ma che ormai era una vera e propria consuetudine per i giochi di calcio su console da quasi una decina di anni. Il percorso di gioco è stato inoltre leggermente allungato: infatti, prima di accedere agli ottavi di finale, il giocatore dovrà affrontare un match preliminare, la cui vittoria, ovviamente, comporterà la qualificazione della propria squadra. Per la prima volta in sala giochi, un gioco della serie permette le sostituzioni dei giocatori tra il primo e il secondo tempo, caratteristica ereditata dalla versione per GameCube di Virtua Striker 3. Inoltre, grazie proprio a questo quarto capitolo, un gioco della serie destinato alle sale giochi è giocabile in altre lingue al di là dell'inglese: di conseguenza, è possibile giocare ad un cabinato di Virtua Striker 4 con i testi e il parlato completamente in italiano.
Un'altra aggiunta importante riguarda la concessione dei nomi e delle fattezze dei calciatori reali: di conseguenza, anche se, di fatto, l'unica nazionale totalmente su licenza sarà nuovamente quella del Giappone, potremo comunque godere dell'effettiva presenza dei giocatori più importanti del panorama mondiale di allora, tra cui Beckham, Ronaldinho, Zidane e Ševčenko.
Nel 2006 venne pubblicato Virtua Striker 4 ver. 2006, relativo appunto ai mondiali di Germania. Questa versione si presenta praticamente identica all'originale ma sostituisce alcune nazionali con altre che hanno effettivamente partecipato alla competizione (come ad esempio il Ghana e il Togo, che hanno sostituito gli Emirati Arabi e l'Egitto); è stato cambiato anche il pallone usato durante le partite. Infatti, per questa versione il pallone in gioco sarà il Teamgeist, match ball ufficiale dei Mondiali 2006 fornito dall'Adidas.

## Altre versioni
- Virtua Striker 4 version 2006 (2006)

## Nazionali rappresentate
Il gioco ha 64 squadre, divise in zone continentali, come Virtua Striker 3 ver. 2002.
In Virtua Striker 4 ver. 2006 12 nazioni sono state rimosse dalla scaletta, ma c'è ancora un totale di 64 squadre.